# Macropodaphis ivanovskajae
Macropodaphis ivanovskajae är en insektsart. Macropodaphis ivanovskajae ingår i släktet Macropodaphis och familjen långrörsbladlöss. Inga underarter finns listade i Catalogue of Life.